# 마케니

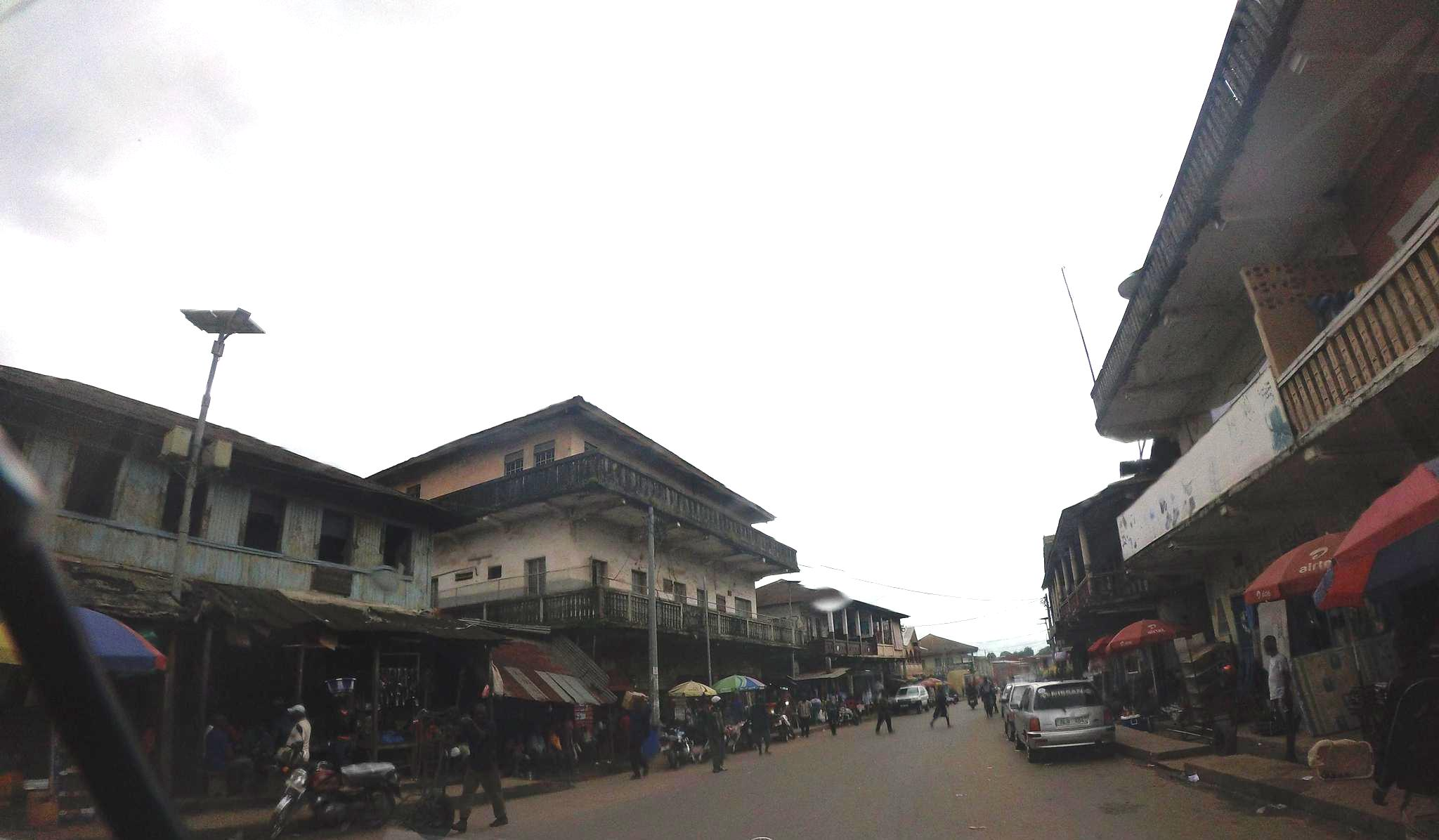

마케니(Makeni)는 시에라리온 중부에 위치한 도시로, 북부주의 주도이며 봄발리구의 행정 중심지이다. 프리타운(시에라리온의 수도)에서 북동쪽으로 177km 정도 떨어진 곳에 위치하며 시에라리온에서 프리타운과 보, 케네마, 코이두에 이어 다섯 번째로 큰 도시이다.